# Emek ha-Ma’ajanot
Emeq ha-Maʿejanot (hebräisch מוֹעָצָה אֲזוֹרִית עֵמֶק הַמַּעְיָנוֹת Mōʿatzah Asōrīt ʿEmeq ha-Maʿəjanōt, deutsch ‚Regionaler Rat Tal der Quellen‘, englisch Valley of Springs Regional Council) ist eine Regionalverwaltung im israelischen Nordbezirk. Israelheute bezeichnet das Gebiet auch als „Landkreis Emek ha-Maʿajanot“, wo im März 2017 eine Freihandelszone für Jordanier und Israelis eingerichtet wird.

## Lage
Gegründet wurde die Regionalverwaltung, die bis 2008 Regionalverwaltung Beit-Scheʾan-Senke (מוֹעָצָה אֲזוֹרִית בִּקְעַת בֵּית שְׁאָן Mōʿatzah Asōrīt Biqʿat Bejt Scheʾan) hieß, im Jahr 1949. Sie umfasst die meisten Ortschaften in der Beit-Scheʾan-Senke und wird begrenzt von der Jesreelebene im Westen, im Norden von der Regionalverwaltung Ha-Galil ha-Tachton (=Unter-Galiläa), im Osten vom Jordan und im Süden vom Jordantal und den Bergen von Samarien. Im Verwaltungsgebiet befindet sich die Stadtverwaltung Beit Scheʾan als eigenständige Kommunalverwaltung.
Das Verwaltungsgebäude befindet sich an der Straße 7079 östlich von Beit Scheʾan.

ʿEmeq ha-Maʿəjanot (dunkelgrün) neben anderen Gebietskörperschaften

## Gliederung
Die Regionalverwaltung ist zuständig für:
- 16 Kibbuzim: → Liste der Kibbuzim
- 5 Moschavim: → Liste der Moschavim
- 1 Moschava: → Heutige Moschavot
- 1 Gemeinschaftssiedlung: → Tabelle der Gemeinschaftssiedlungen
- Das Drogenentzugszentrum Malkischua

## Einwohner
Die Einwohnerzahl beträgt 14.494 (Stand: Januar 2022).
Das israelische Zentralbüro für Statistik gab bei den Volkszählungen am 22. Mai 1961, 19. Mai 1972, 4. Juni 1983, 4. November 1995 und vom 28. Dezember 2008 für die Regionalverwaltung folgende Einwohnerzahlen an:
| Jahr der Volkszählung | 1961  | 1972  | 1983  | 1995  | 2008   |
| Anzahl der Einwohner  | 5.800 | 6.700 | 8.700 | 9.600 | 10.800 |